# توبي أرنولد
توبي أرنولد (بالإنجليزية: Toby Arnold)‏ هو لاعب اتحاد الرغبي نيوزلندي، ولد في 11 سبتمبر 1987 في Te Kūiti ‏ في نيوزيلندا.

## وصلات خارجية
- توبي أرنولد على موقع سلسلة سباعيات الرغبي العالمية - رجال (الإنجليزية)
- توبي أرنولد عل موقع إسبنسكروم (الإنجليزية)
- توبي أرنولد على موقع ItsRugby.co.uk (الإنجليزية)
- توبي أرنولد على موقع اتحاد ألعاب الكومنولث (مؤرشف) (الإنجليزية)